# Chroogomphus helveticus
Chroogomphus helveticus (Rolf Singer, 1950 ex Meinhard Michael Moser, 1967), sin. Gomphidius  helveticus Rolf Singer, 1950), este o specie de ciuperci comestibile din încrengătura Basidiomycota, în familia Gomphidiaceae și de genul Chroogomphus care se găsește aproape niciodată în zonele de câmpie, dar regional destul de des de la deal la munte. Ea coabitează, fiind un simbiont micoriza, formând prin urmare micorize pe rădăcinile arborilor. O denumire populară nu este cunoscută. Buretele trăiește în România, Basarabia și Bucovina de Nord preponderent în grupuri mici, prin păduri de conifere, nu rar printre mușchi, în primul rând sub molizi, ocazional și pe lângă zâmbrii. Timpul apariției este din iunie până în noiembrie.

## Taxonomie

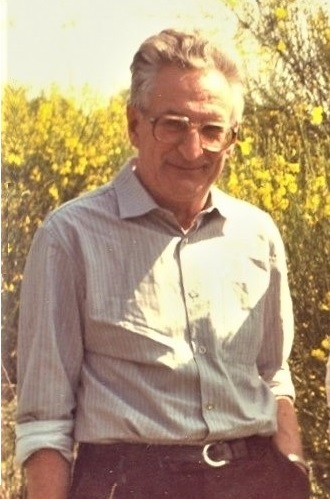
Meinhard M. Moser

Numele binomial a fost determinat drept Gomphidius helveticus de micologul german Rolf Singer în volumul 28 al jurnalului elvețian de micologie Schweizerische Zeitschrift für Pilzkunde - Bulletin Suisse de mycologie din 1950.
Apoi, în 1967, renumitul micolog austriac Meinhard Michael Moser a transferat specia la genul Chroogomphus sub păstrarea epitetului, de verificat insa volumul 2 al cărții Kleine Kryptogamenflora Mitteleuropas, fiind și numele curent valabil (2023).
Mai sunt listate două variații ale ciuperci, anume Gomphidius viscidus var. tatrensis (Albert Pilát, 1926) și Chroogomphus viscidus var. tatrensis (Pilát ex Kuthan & Singer, 1976) Alte denumiri nu au fost făcute.
Epitetul specific derivat din cuvântul latin (latină helveticus=elvețian) a fost hotărât de sus numitul Rolf Singer, datorită locului primei descoperiri.

## Descriere
- Pălăria: destul de cărnoasă cu un diametru de 3-8 (10) cm, este în tinerețe gros-emisferică, cu marginea rulată, ascuțită, de obicei cu rămășițe slabe și trecătoare de văl parțial, apoi întinsă, doar ușor arcuită, la bătrânețe plată, mijlocul fiind rotunjit până la cocoșat lat. Cuticula este uscată (la umezeală unsuroasă), mată, pufos-solzoasă, puțin ca piele de căprioară. Coloritul este galben-portocaliu, brun-portocaliu sau brun-arămiu, în vârstă cu nuanțe vinacee.
- Lamelele: sunt distanțate, late și groase, cu lameluțe intercalate, numai puțin decurente în lungul piciorului precum ușor separabile de pălărie. Coloritul inițial galben-portocaliu până gri-bej deschis, devine treptat brun-roșcat și în sfârșit violet-negricios până negru-măsliniu.
- Piciorul: robust și ferm cu o înălțime de 6-8 (12 cm) și o lățime de 0,7-1 (2) cm este cilindric, uneori alungit și ascuns în mușchi, la bază ascuțit sau rotunjit cu un miceliu roz și plin pe dinăuntru. Suprafața este uscată și fin pâsloasă. Coloritul poate fi  viu galben-portocaliu, portocaliu mat, ocru sau brun-portocaliu, la bază galben crom, în vârstă adesea vinaceu. După o leziune se decolorează roșiatic.  Spre vârf prezintă o zonă inelară insinuată albicioasă, rest al vălului.
- Carnea: este groasă, rezistentă, și de culoare portocaliu-gălbuie. După tăiere se  decolorează roșiatic, după gătit violet. Mirosul este ceva fructuos, gustul blând și slab parfumat. Se recomandă îndepărtată cuticulei imediat după cules, dacă este unsuroasă.[3][4]
- Caracteristici microscopice: are spori brun-măslinii, moderat până la puternic dextrinoizi, netezi, aproape fusiformi, cu o mărime de (15) 16-18 (19) × (5) 6-(7) 8 microni. Pulberea lor este violet-negricioasă până negru-măslinie. Basidiile lung clavate cu 2-4 sterigme fiecare au o dimensiune de 35-55 × 8-11 (12.5) microni. Pileipellis este o cutis de hife nu gelatinizate de 4-17 μm în diametru, în mediu 9,6 μm, în mare parte neamilozi, doar cu câteva elemente amiloze împrăștiate. Cheilocistidele (elemente sterile situate pe muchia lamelor) și pleurocistidele (elemente sterile situate în himenul de pe fețele lamelor) sunt cilindrice până sub-fuziforme, cu pereți subțiri (până la 1,5 μm), uneori cu încrustații, se prezintă hialine până la brune în hidroxid de potasiu și hialine cu reactivul Melzer. Trama lamelară este compusă din hife neamiloze gălbuie până la slab roz cu reactivul Melzer. Hifele miceliului bazal sunt cilindrice, măsurând 4,5-11 μm în diametru, cu un strat gros amiloz de granule albastre atunci când sunt observate cu reactivul Melzer. Conexiuni cu cleme nu au fost observate.[10]
- Reacții chimice: carnea buretelui se colorează cu hidroxid de potasiu vinaceu.[11]

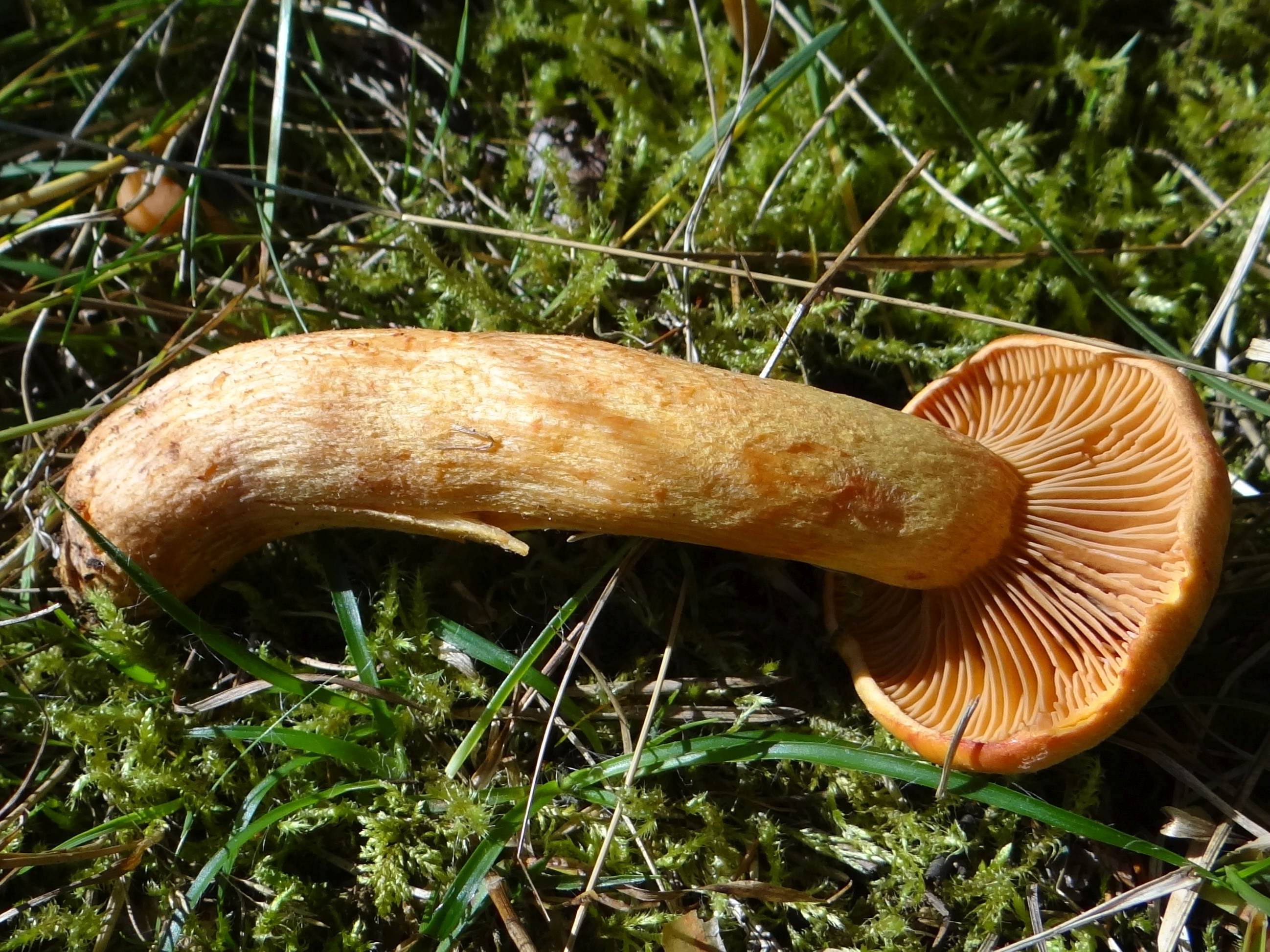
Chr. helveticus mai tânăr: lamele și picior
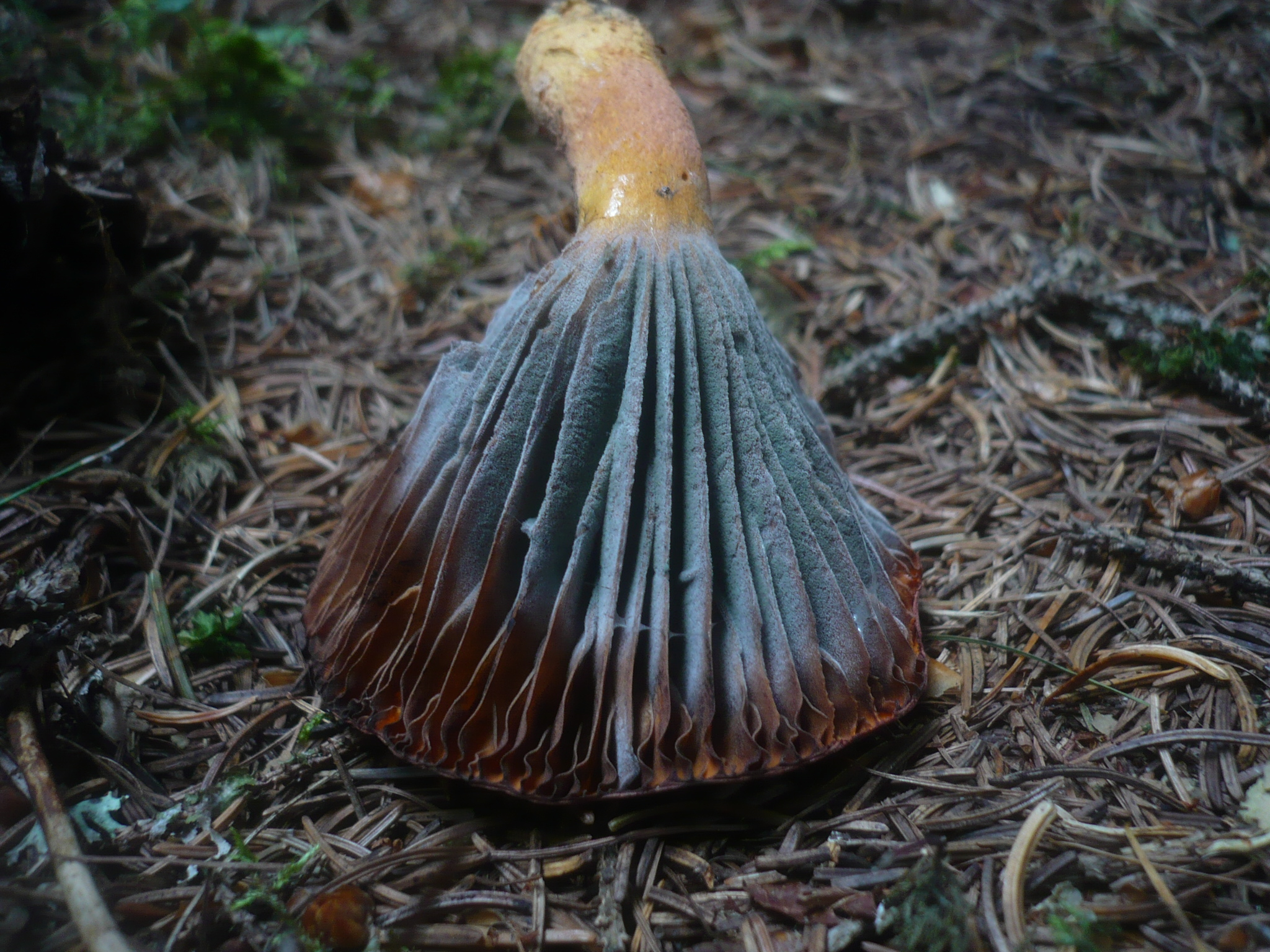
Chr. helveticus bătrân: lamele și picior
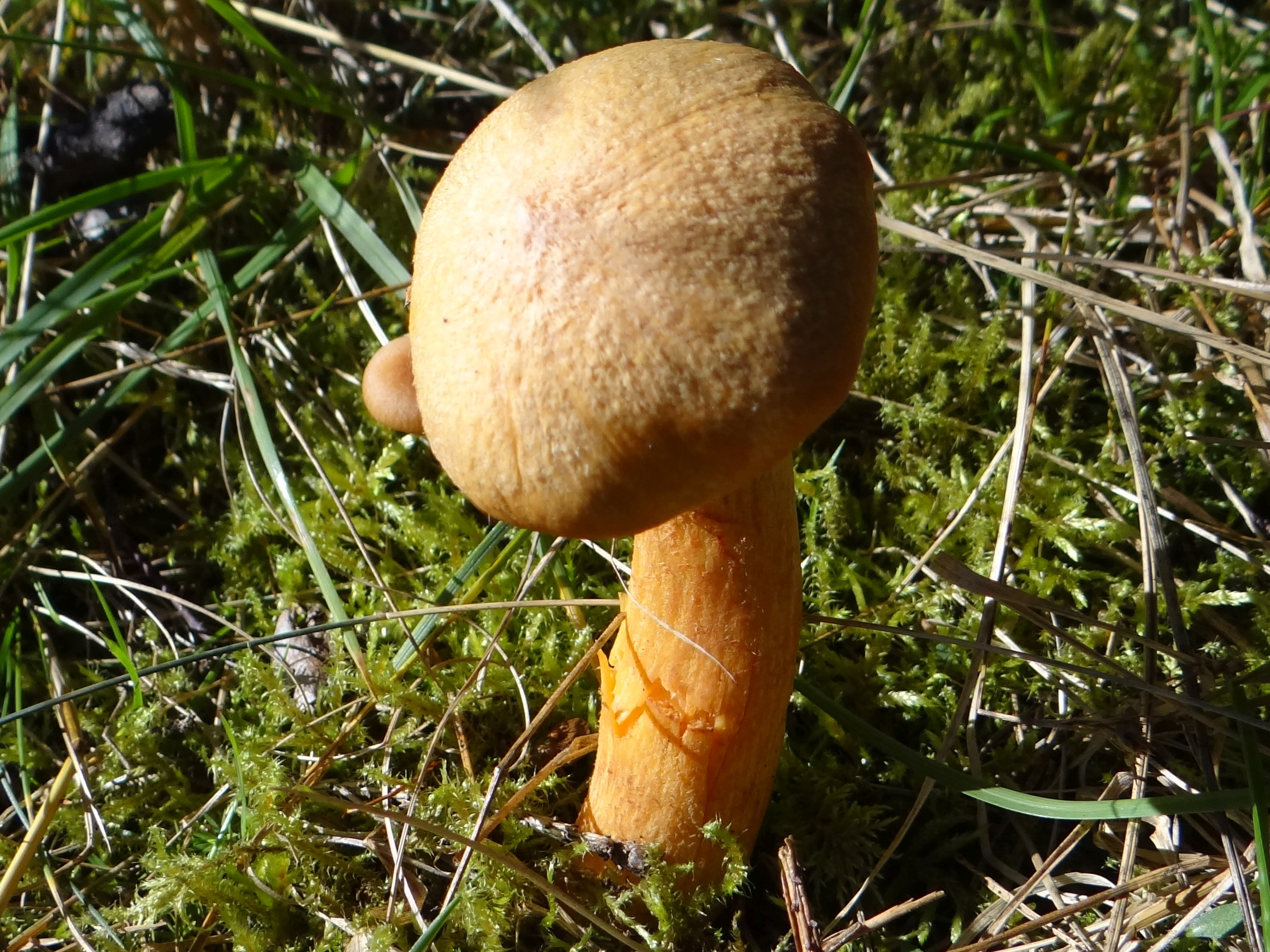
Chr. helveticus tânăr
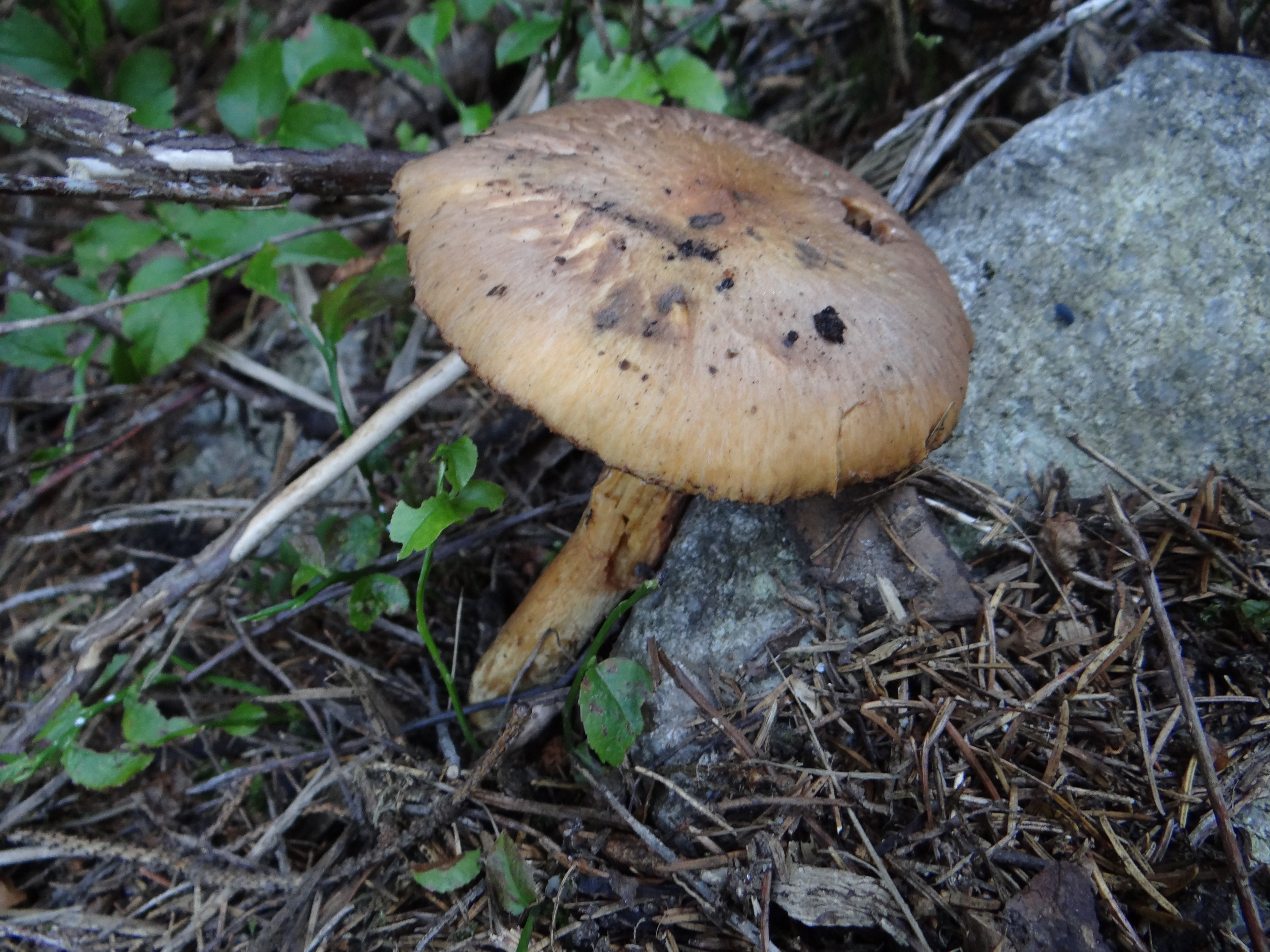
Chr. helveticus bătrân

## Confuzii
Specia poate fi confundată de exemplu cu Chroogomphus rutilus sin. Gomphidius viscidus (comestibil), Gomphidius glutinosus (comestibil), Gomphidius gracilis, comestibil, (ceva mai mic, colorit rozaliu, cuticulă unsuroasă, se dezvoltă sub larici), Gomphidius maculatus (comestibil) sau Gomphidius roseus (comestibil). Fatală ar fi confuzia posibilă cu speciile letale Cortinarius callisteus, Cortinarius orellanus, Cortinarius rubellus sau Paxillus involutus.

## Specii asemănătoare în imagini

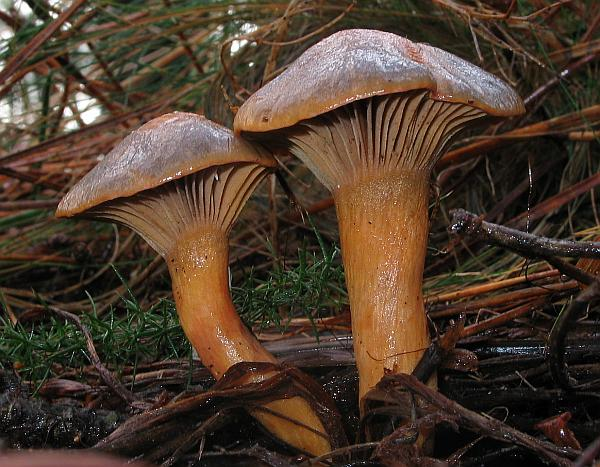
Chroogomphus rutilus
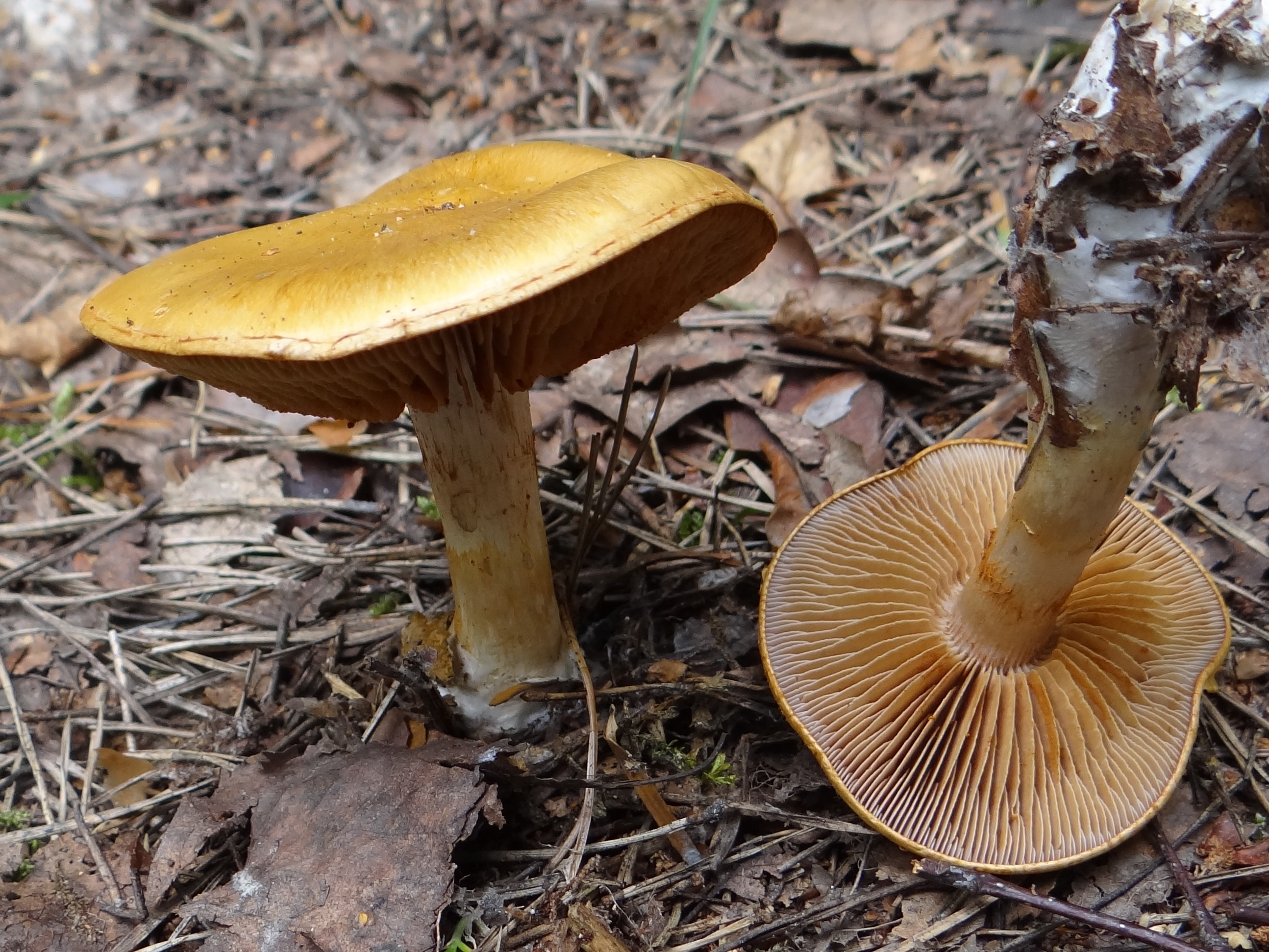
!!!Cortinarius callisteus!!!
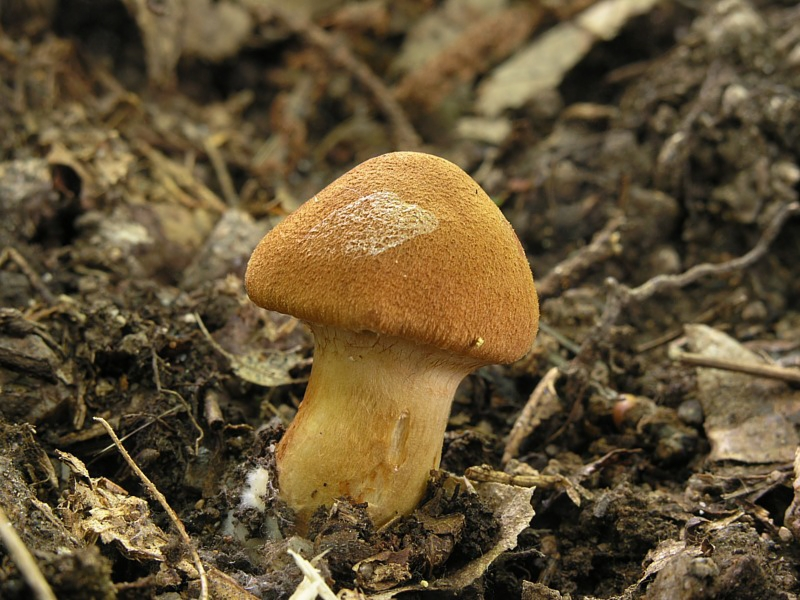
!!!Cortinarius orellanus!!!
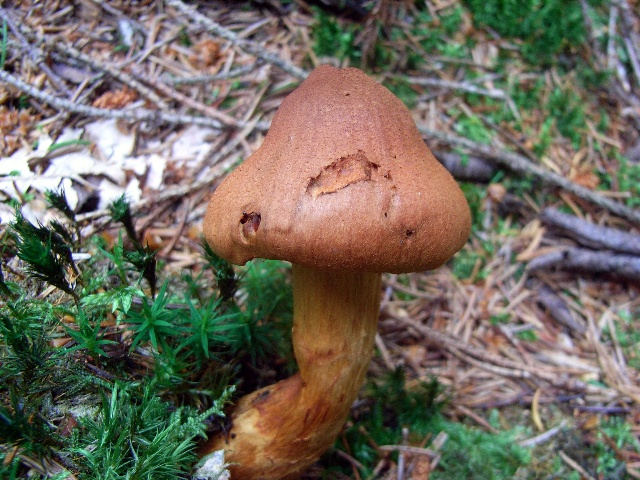
!!!Cortinarius rubellus!!!
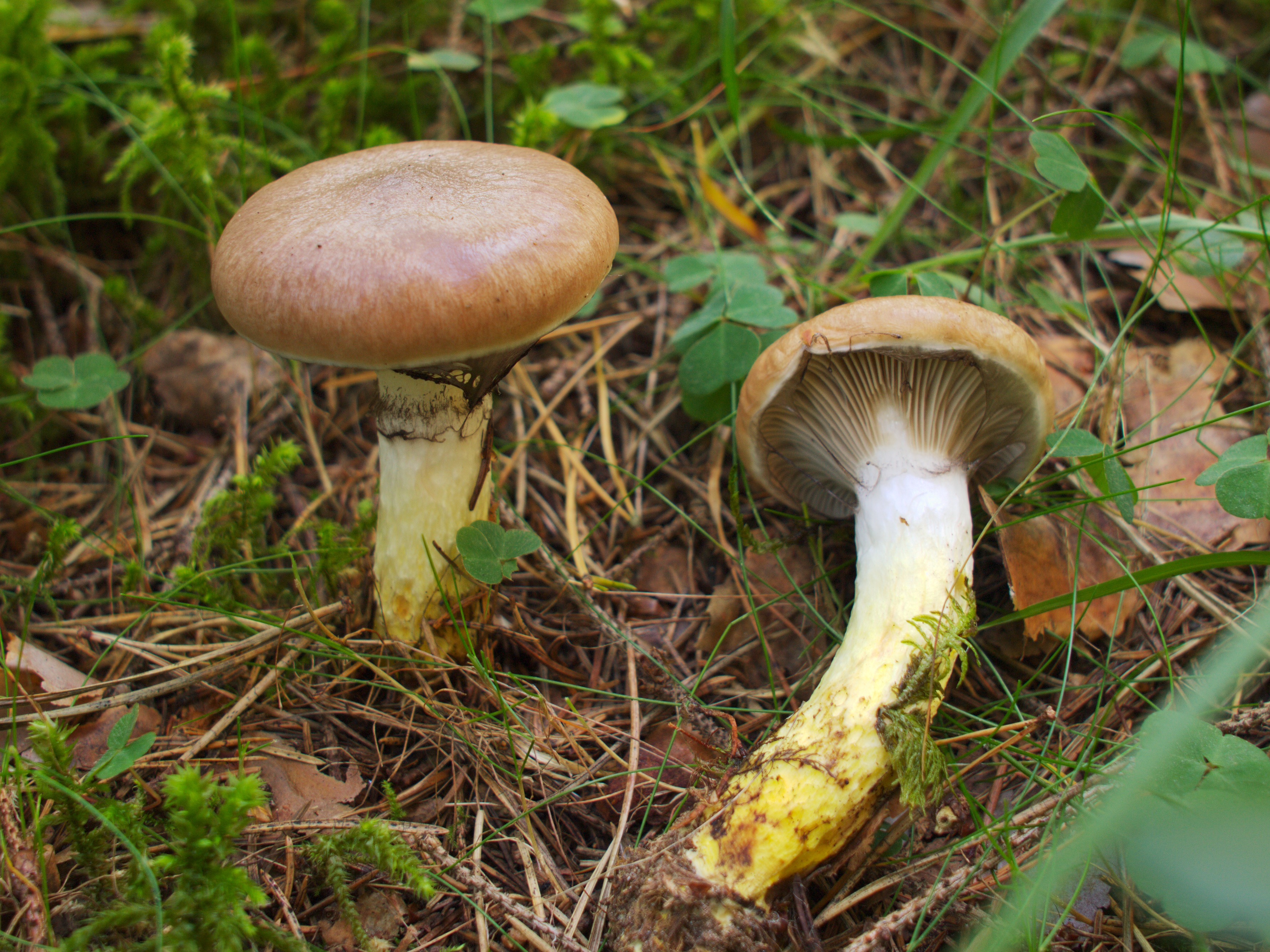
Gomphidius glutinosus

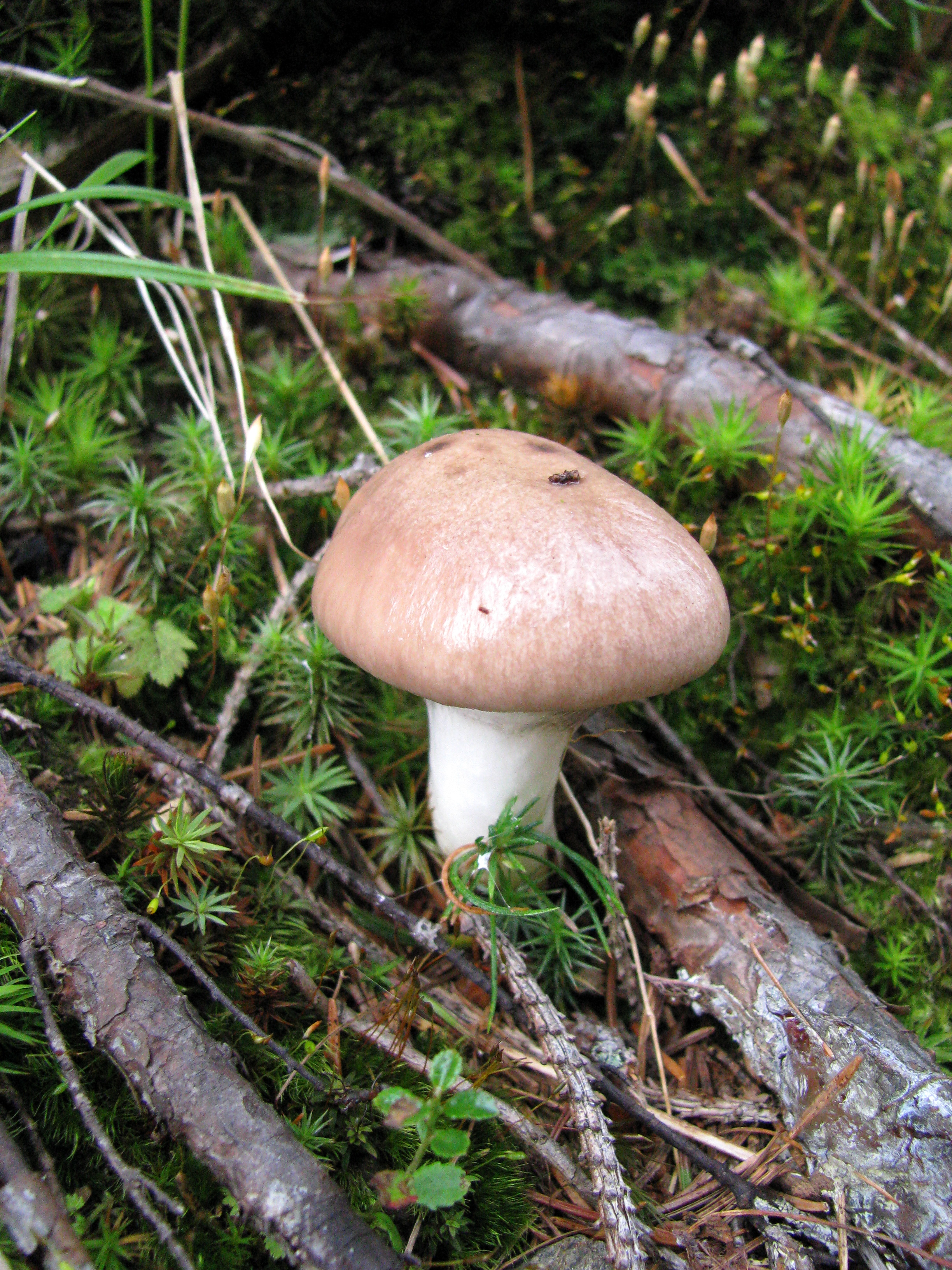
Gomphidius gracilis
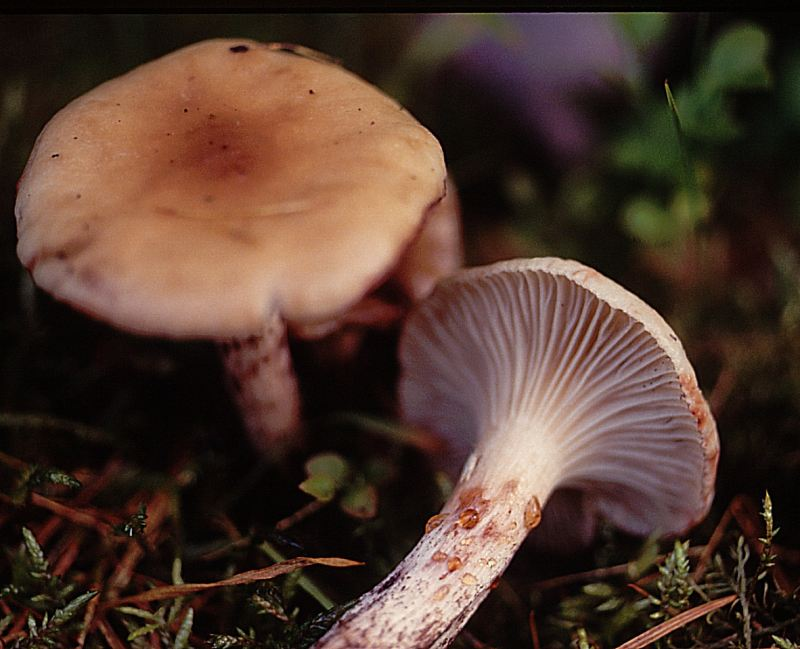
Gomphidius maculatus
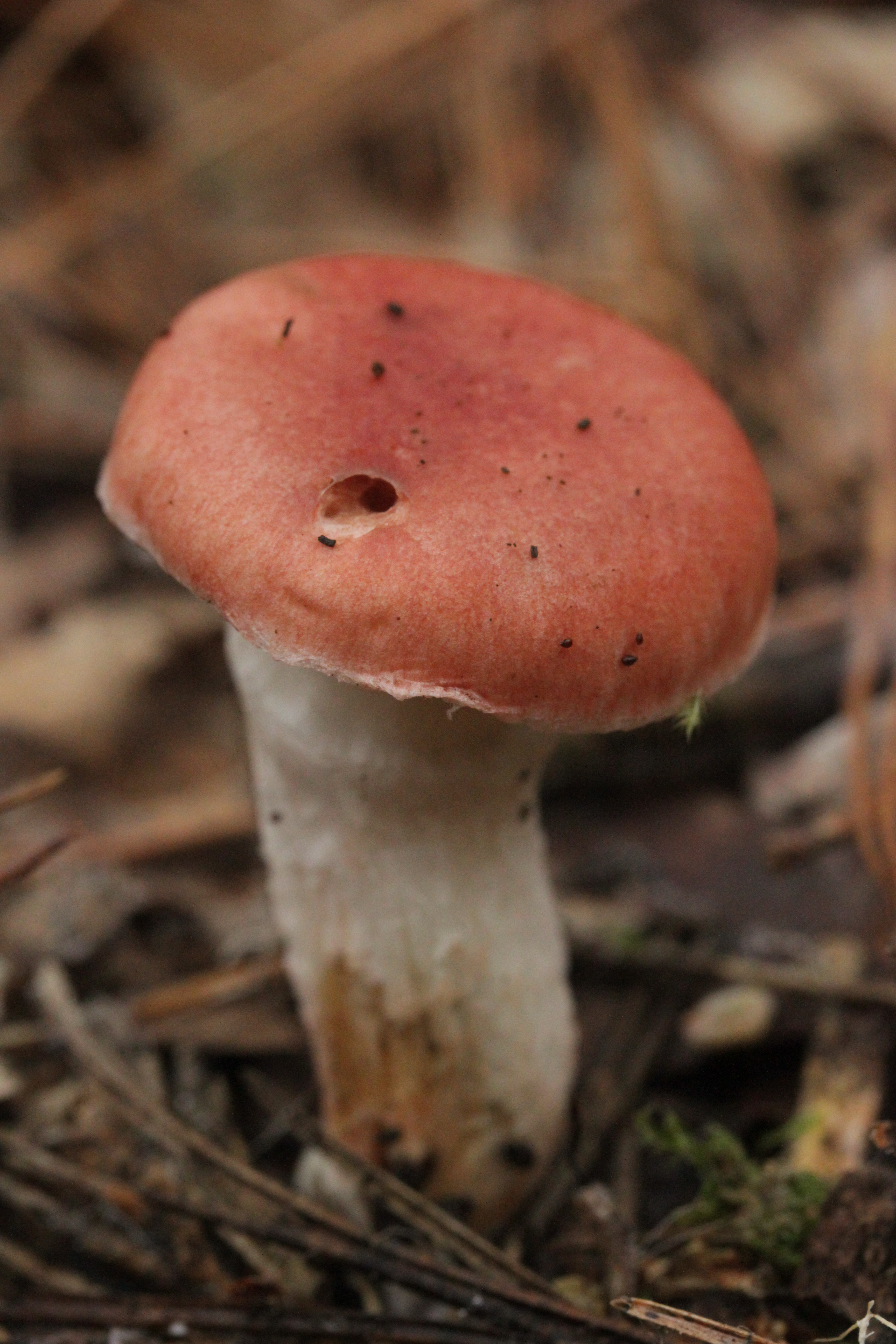
Gomphidius roseus
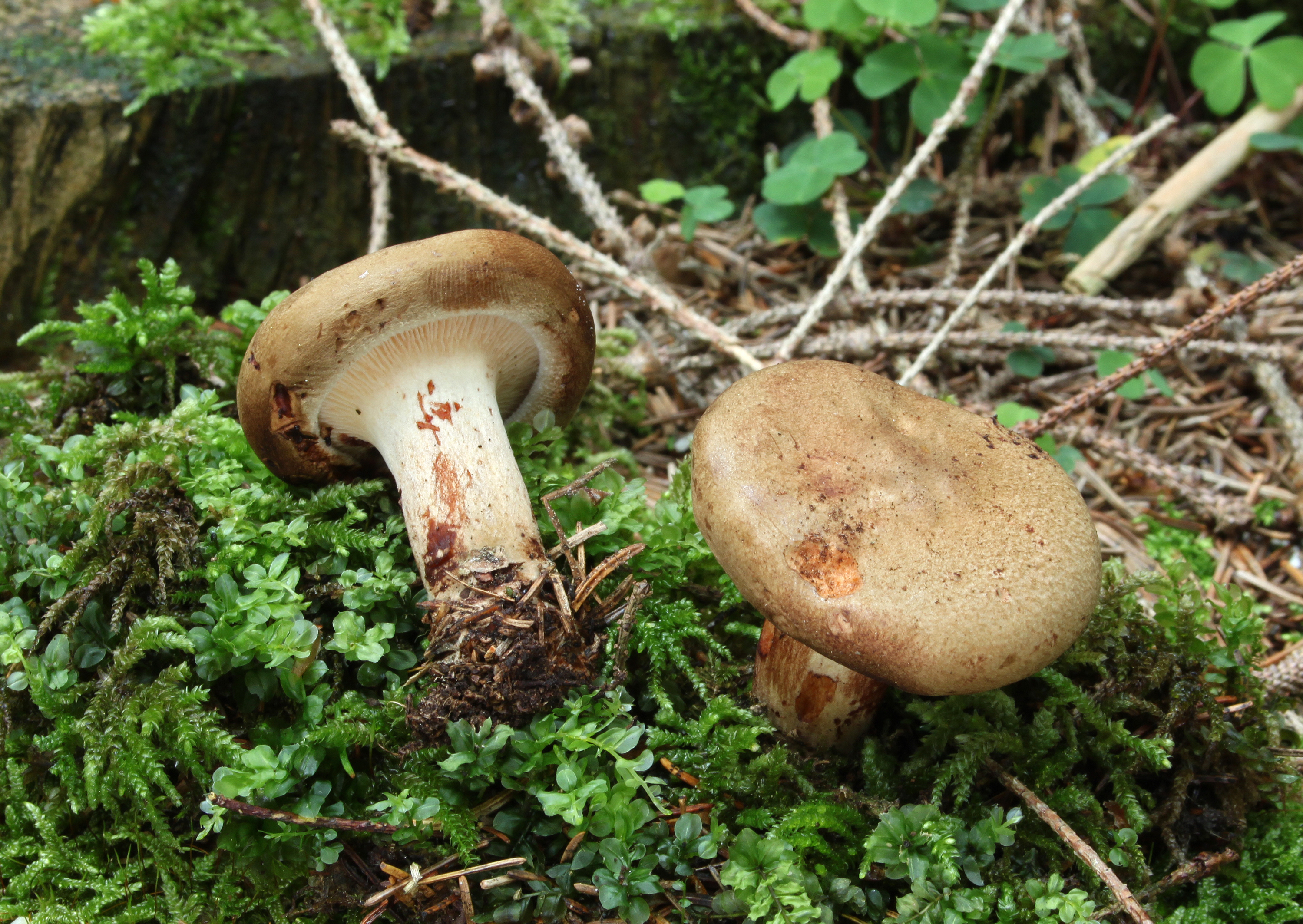
!!!Paxillus-involutus!!!

## Valorificare
Chroogomphus helveticus este o ciupercă comestibilă de calitate mediocră. El poate fi pregătit în bucătărie la fel ca bălușca molidului. O caracteristică specială: când este gătită, carnea devine violetă și are un gust plăcut parfumat, asemănător Lepista nuda, dar nu astfel de intens. Mulți culegător de ciuperci iubesc acest gust special. Specia poate fi vândută în Elveția la piață.